# ヒデクチ・ナーンドル
ヒデクチ・ナーンドル（Hidegkuti Nándor、1922年3月3日 - 2002年2月14日）は、ハンガリーのサッカー選手、および指導者。

## 経歴
1950年代前半のヨーロッパで隆盛を誇った「マジック・マジャール」の1人。プスカシュ、コチシュらを擁する屈強な攻撃陣の中で、今で言うトップ下のポジションを担った。1953年には、サッカーの母国イングランドの聖地ウェンブリー・スタジアムにおいて、イングランド代表チームを相手にハットトリックを演じた。
クラブチームでは、MTKハンガリアFCにその選手生活の大半を捧げた。1956年のハンガリー動乱の影響でプスカシュやコチシュが海外へ亡命した後もハンガリーに残り、1958年に現役を退くとそのまま同クラブの監督に就任。その後ハンガリー国内のクラブのほか、イタリア・ポーランド・エジプトを渡り歩いた。1961年、イタリアのフィオレンティーナを率いてUEFAカップウィナーズカップ優勝。またジェール・エトFC監督時代には、1963年にハンガリー国内リーグを制し、翌シーズン臨んだUEFAチャンピオンズカップにおいて、ベスト4に食い込む健闘を見せた。
2002年2月、79歳で死去。没後、ヒデクチがサッカー人生の多くを捧げたMTKのホームスタジアムにその名が冠されている。

## 所属クラブ
- 1942-1944  エレクトロモス  53試合出場 27得点
- 1945-1946  ヘルミナメゼイAC  26試合出場 16得点
- 1946-1958  MTKブダペストFC 302試合出場 222得点

## 指導歴
以下全て監督として
- 1959-1960  MTKブダペストFC
- 1960-1962  フィオレンティーナ
- 1962-1963  ACマントヴァ
- 1963-1965  ジェール・エトFC
- 1966 0000  FCタタバーニャ
- 1967-1968  MTKブダペストFC
- 1968-1971  ブダペスト・スパルタカス
- 1972 0000  スタル・ジェシュフ
- 1973 0000  エグリ・ドージャ
- 1973-1980  カイロ・ナショナル
- 1983-1985  アル・アハリ・ドバイ

## タイトル
選手として
- ハンガリー代表
  - 代表デビュー : 1945年9月30日 対ルーマニア戦
  - 1952年ヘルシンキオリンピックサッカー競技 金メダル
  - 1952年 中央ヨーロッパ・インターナショナルカップ 優勝
  - 1954年ワールドカップスイス大会 準優勝
- MTKハンガリアFC
  - 国内リーグ 優勝 : 3回 (1951, 1953, 1958)
  - 国内カップ戦 優勝 : 1回 (1952)
  - ミトローパカップ (Mitropa Cup) 優勝 : 1回 (1955)

監督として
- フィオレンティーナ
  - UEFAカップウィナーズカップ 優勝 : 1回 (1961)
- ジェール・エトFC
  - 国内リーグ 優勝 : 1回 (1963)
  - UEFAチャンピオンズカップ ベスト4 (1965)